# Akustika

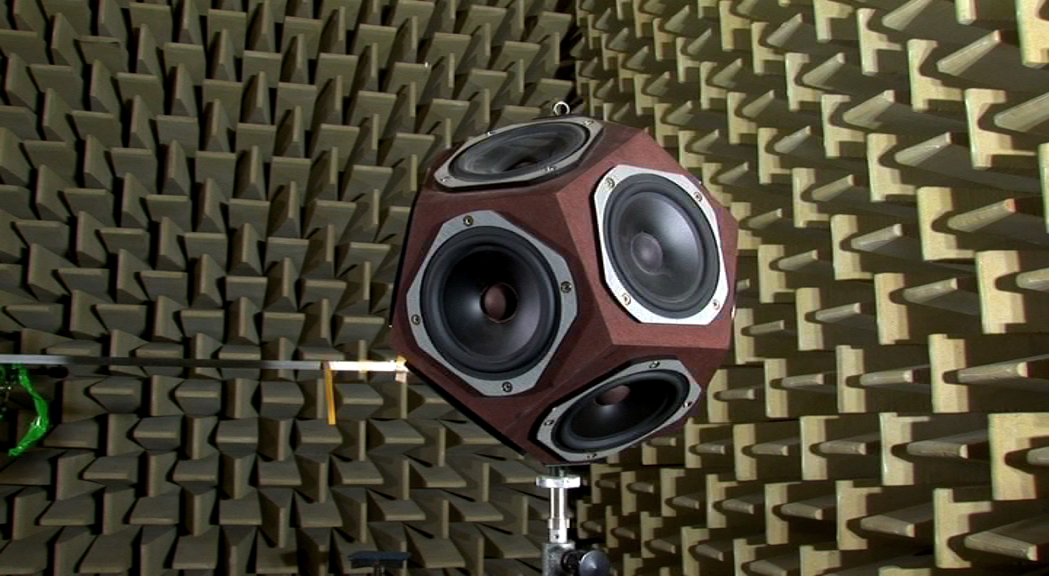
Umělý všesměrový zdroj zvuku v akustické bezodrazové komoře sloužící ke studiu akustiky

Akustika je rozsáhlý vědní obor, zabývající se vznikem zvukového vlnění, jeho šířením, vnímáním zvuku sluchem a přenosu prostorem až po vnímání lidskými smysly. Má celou řadu poddisciplín, např. hudební akustika zkoumá fyzikální základy hudby, hudebních nástrojů a prostorů, stavební akustika zvukové jevy a souvislosti v uzavřeném prostoru, budovách a stavbách, prostorová akustika šíření zvuku v obecném prostoru, fyziologická akustika vznikem zvuku v hlasovém orgánu člověka a jeho vnímáním v uchu, psychoakustika vnímání zvuku v mozku atd. Akustika patří mezi nejstarší obory fyziky. Akustika se dále dělí podle oblasti zájmu. Slovo AKUSTIKA pochází z řec. akoustikós, což znamená "týkající se slyšení", od akoúo znamenající "slyším".

## Obory akustiky
Fyzikální akustika studuje způsob vzniku a šíření zvuku. Dále se zabývá jeho odrazem a pohlcováním v různých materiálech.
Hudební akustika zkoumá zvuky a jejich kombinace se zřetelem na potřeby hudby.
Lingvistická akustika se zabývá tříděním hlásek z hlediska percepce. Auditivni metoda zkoumá zvuky řeči pouhým poslechem. Hlubší analýzy je schopna pouze metoda pracující s přístroji – tzv. Spektrograf, který převádí zvuky v optické záznamy a tzv. Sonograf. Obrazy zvuku se pak nazývají zvukové spektrogramy a sonogramy.
Fyziologická akustika se zabývá vznikem zvuku v hlasivkách člověka a jeho vnímáním v uchu. Lékaři se také podrobně zabývají vlivem hluku na lidské zdraví a fungování lidského organismu.
Stavební akustika zkoumá dobré a nerušené podmínky poslouchatelnosti hudby a řeči v obytných místnostech a sálech. Dále také možnosti eliminace nežádoucího šíření hluku mimo místnosti či opačně z vnějšího prostoru do budov.
Elektroakustika se zabývá záznamem zvuku, reprodukcí a šířením zvuku s využitím elektrického proudu.

## Rozlišení zvukových vlnění
Infrazvuk je zvuk o tak nízkém kmitočtu, že ho lidské ucho není schopné zaznamenat. Přesná hranice mezi slyšitelným zvukem a infrazvukem neexistuje, ale udává se mezi 16 a 20 Hz. Spodní hranice se udává mezi 0,001 a 0,2 Hz. Je známo, že velryby, sloni, hroši, nosorožci, okapi a aligátoři používají infrazvuk k dorozumívání.
Ultrazvuk je zvuk s frekvencí vyšší než 20 000 Hz. Ultrazvuk se dá použít třeba při lékařském vyšetření. Ultrazvukové vlny procházejí tělem a odrážejí se od orgánů (akustická impedance). Odražené vlny lze převést ve formě jasově modulovaného obrazu na monitor.